# Абашево (Удмуртия)
Аба́шево (удм. Бакгурт) — деревня в Юкаменском районе Удмуртии на реке Лема, в составе Шамардановского сельского поселения. 
Транспортная инфраструктура деревни состоит из двух улиц: Западной и имени Соболева.
Начальная или средняя школы, как и дошкольные учреждения, в деревне отсутствуют.

## Население
| 2007 | 2010 | 2012 |
| ---- | ---- | ---- |
| 71   | ↘58  | ↘54  |

Постоянное население, по состоянию на 2007 год — 71 человек (в 1960 году составляло 48 человек).